# Pravé hřiby
Pravé hřiby, též praváky neboli bělohřiby je kolektivní označení pro skupinu několika jedlých druhů hřibovitých hub rodu Boletus, které se vyznačují bílou barevně neměnnou dužinou a příjemnými senzorickými vlastnostmi (chuť, vůně). Patří ke kulinářsky nejoblíbenějším hřibovitým houbám.

## Synonyma
Jako vědecké označení pravých hřibů se používají (nebo dříve používaly) názvy bělohřiby (Leucoboletus), případně hřiby tvrdé neboli hřiby ušlechtilé (Edules). Lidově jsou nazývané praváky, pravíci nebo tvrzíci. Také se objevují pojmenování jako pravík, tvrdík, haban, hřib, hříbek, hříbeček a podobně. Termín hřiby se v užším slova smyslu používá jako synonymum pro pravé hřiby. Podle Smotlachy se původně pravděpodobně jako hřiby nazývaly jen ty pravé, přičemž následně byl význam termínu mykology rozšířen i na další druhy.

## Druhy
Patří sem především:
- hřib smrkový (Boletus edulis)[1]
  - hřib březový (Boletus betulicolus) – v současnosti považovaný za formu hřibu smrkového[4]
  - hřib citronový (Boletus citrinus) – v současnosti považovaný za formu hřibu smrkového[4]
- hřib dubový (Boletus reticulatus)[1]
  - hřib habrový (Boletus carpinaceus)[1] – nyní považovaný za formu či varietu hřibu dubového[4]
- hřib borový (Boletus pinophilus)[1]
- hřib hnědofialový (Boletus separans)[1] – někdy považovaný za formu hřibu borového
- hřib bronzový (Boletus aereus)[1]

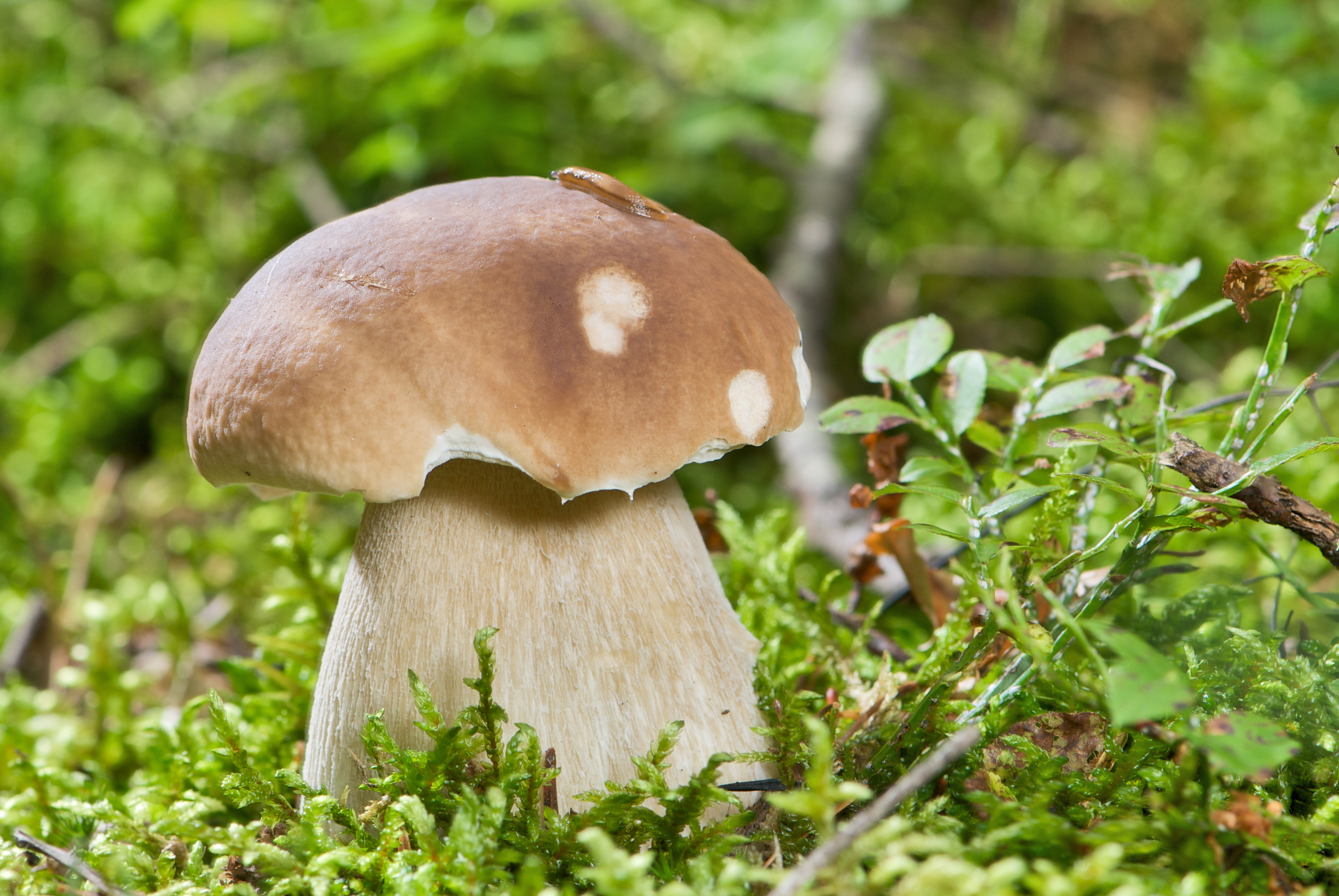
hřib smrkový
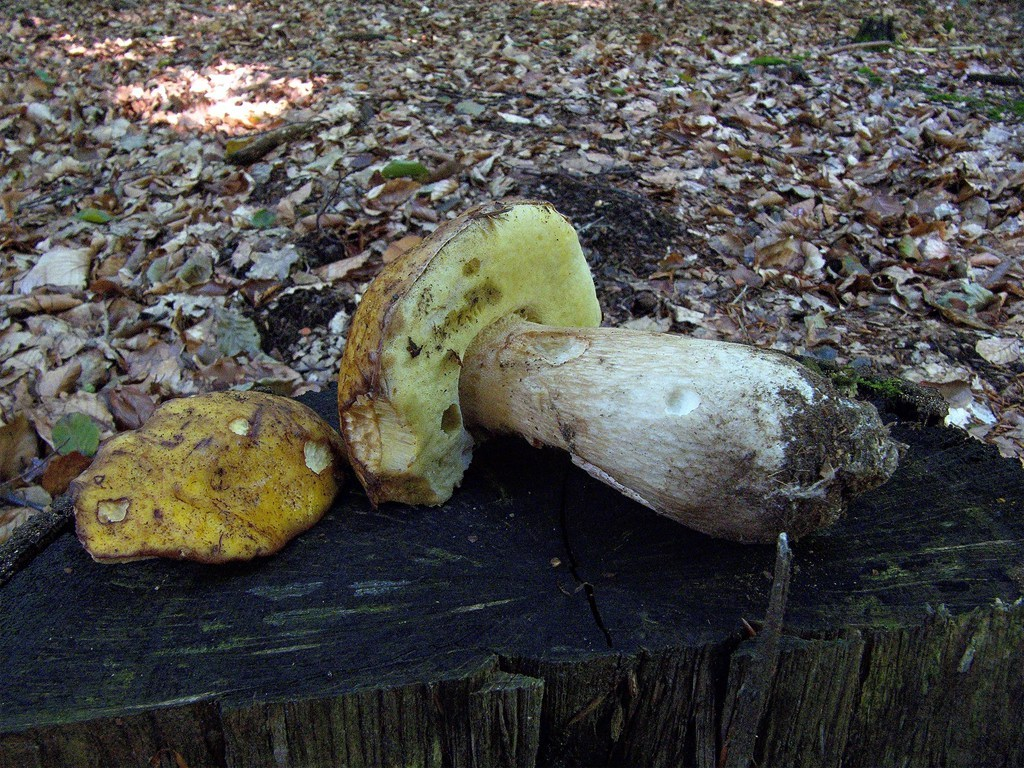
hřib citronový
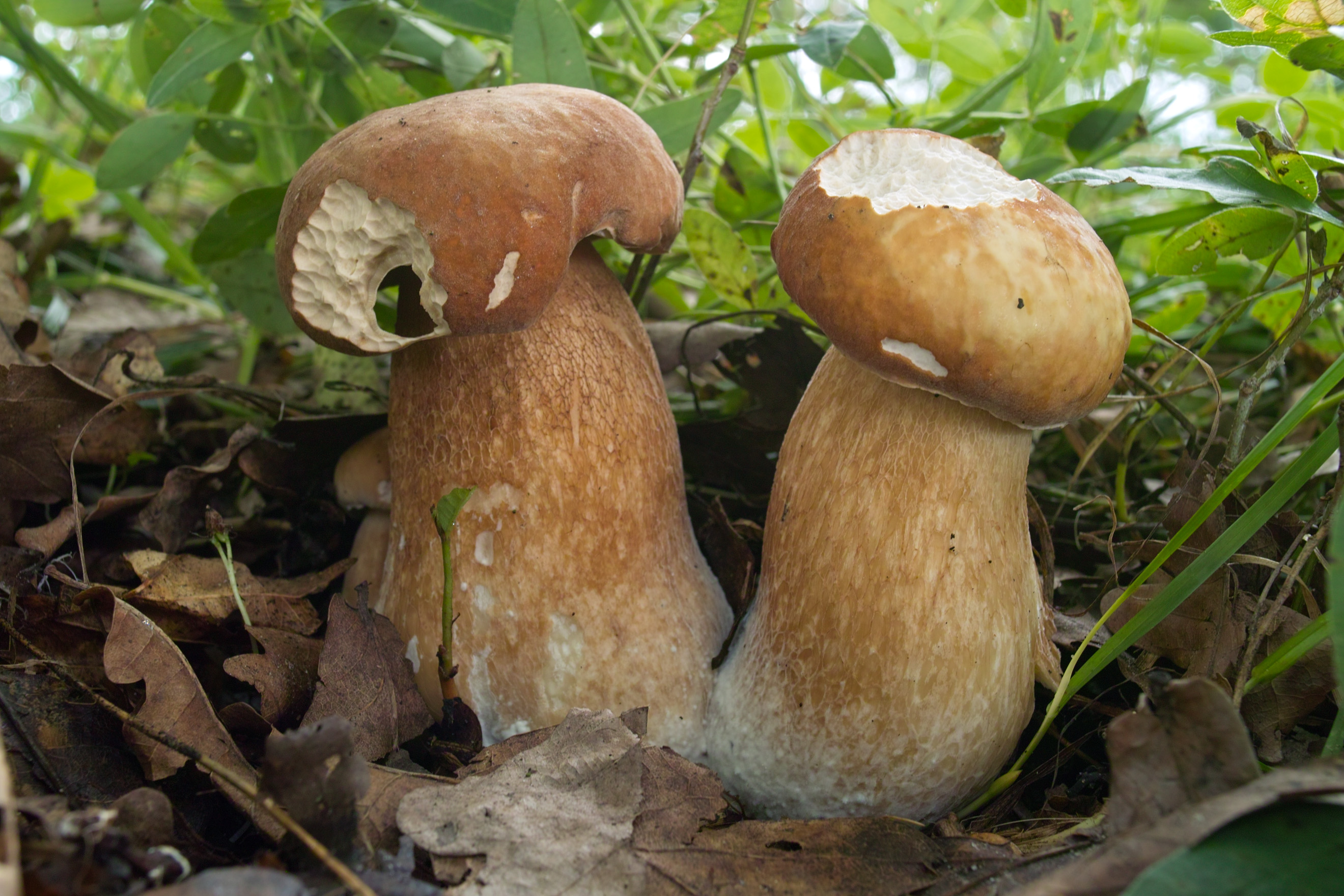
hřib dubový
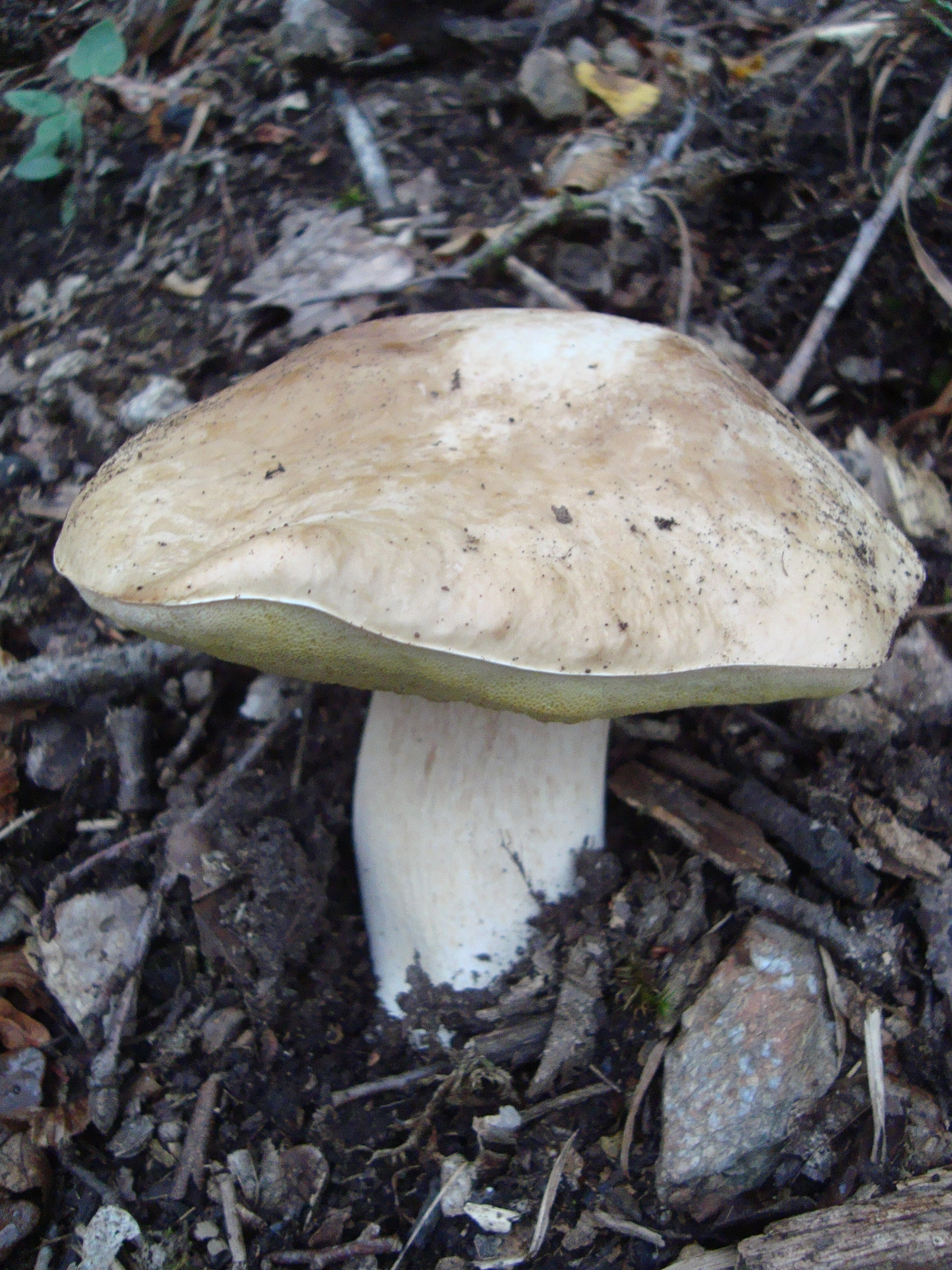
hřib habrový
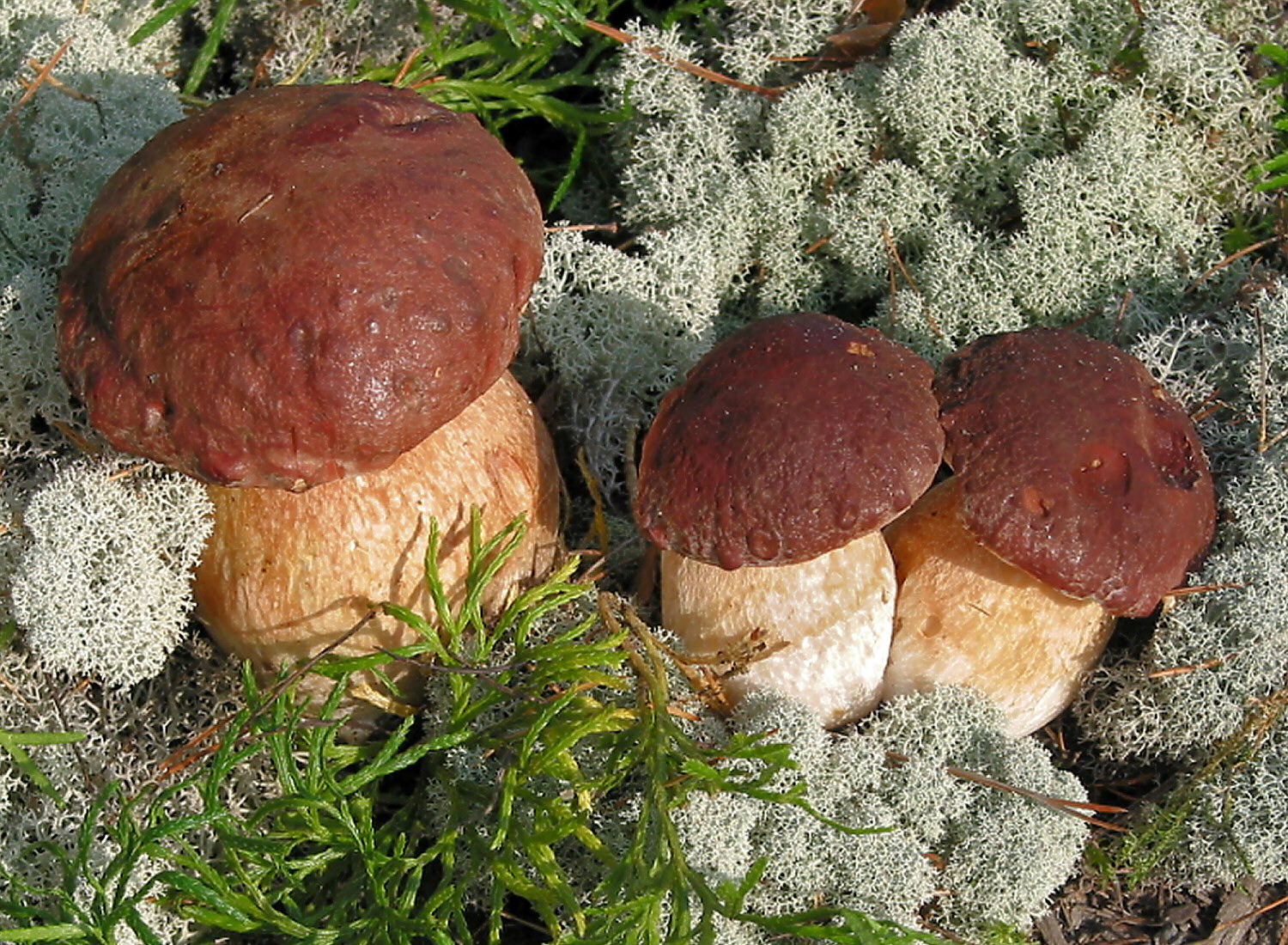
hřib borový
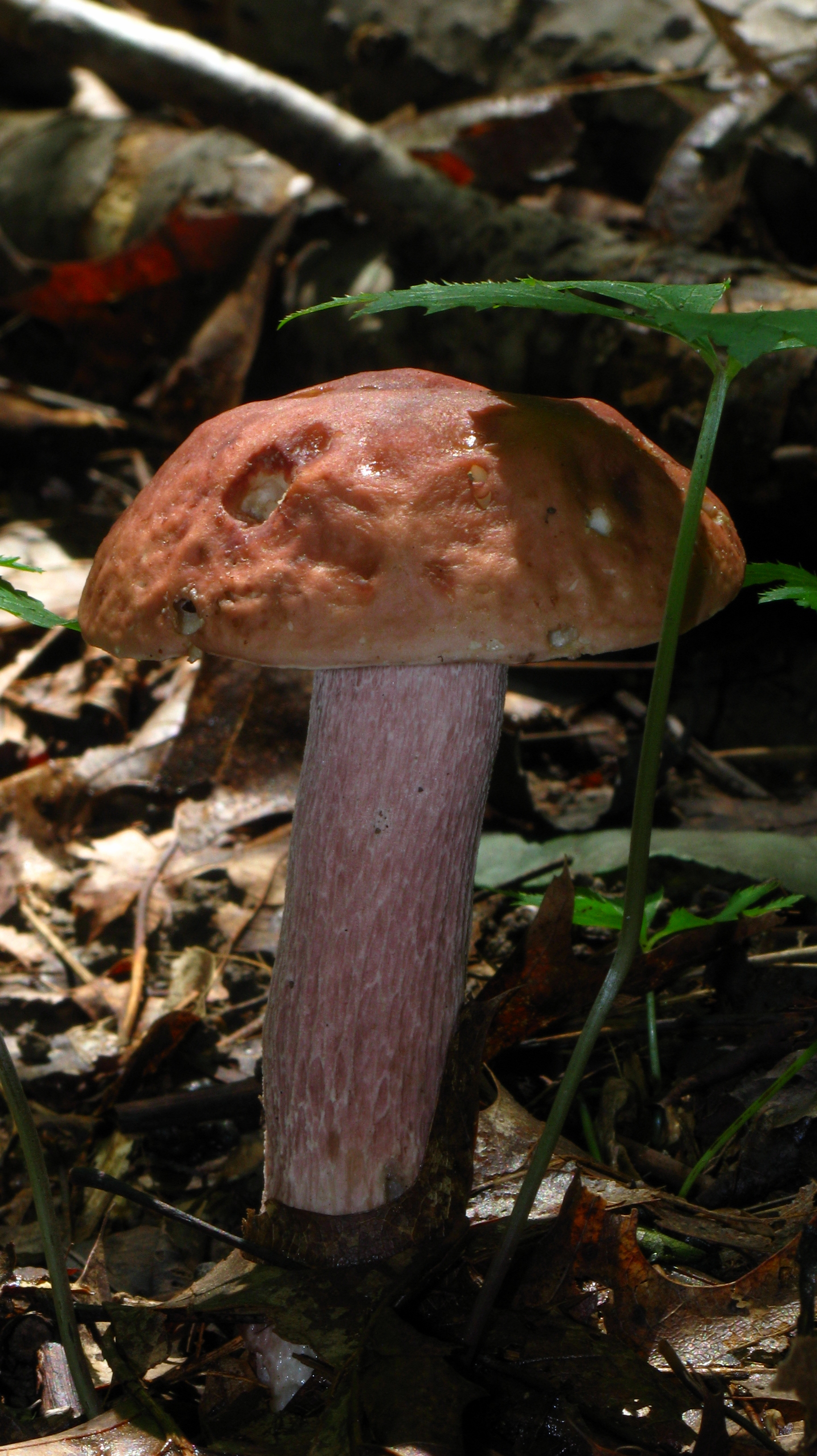
hřib hnědofialový
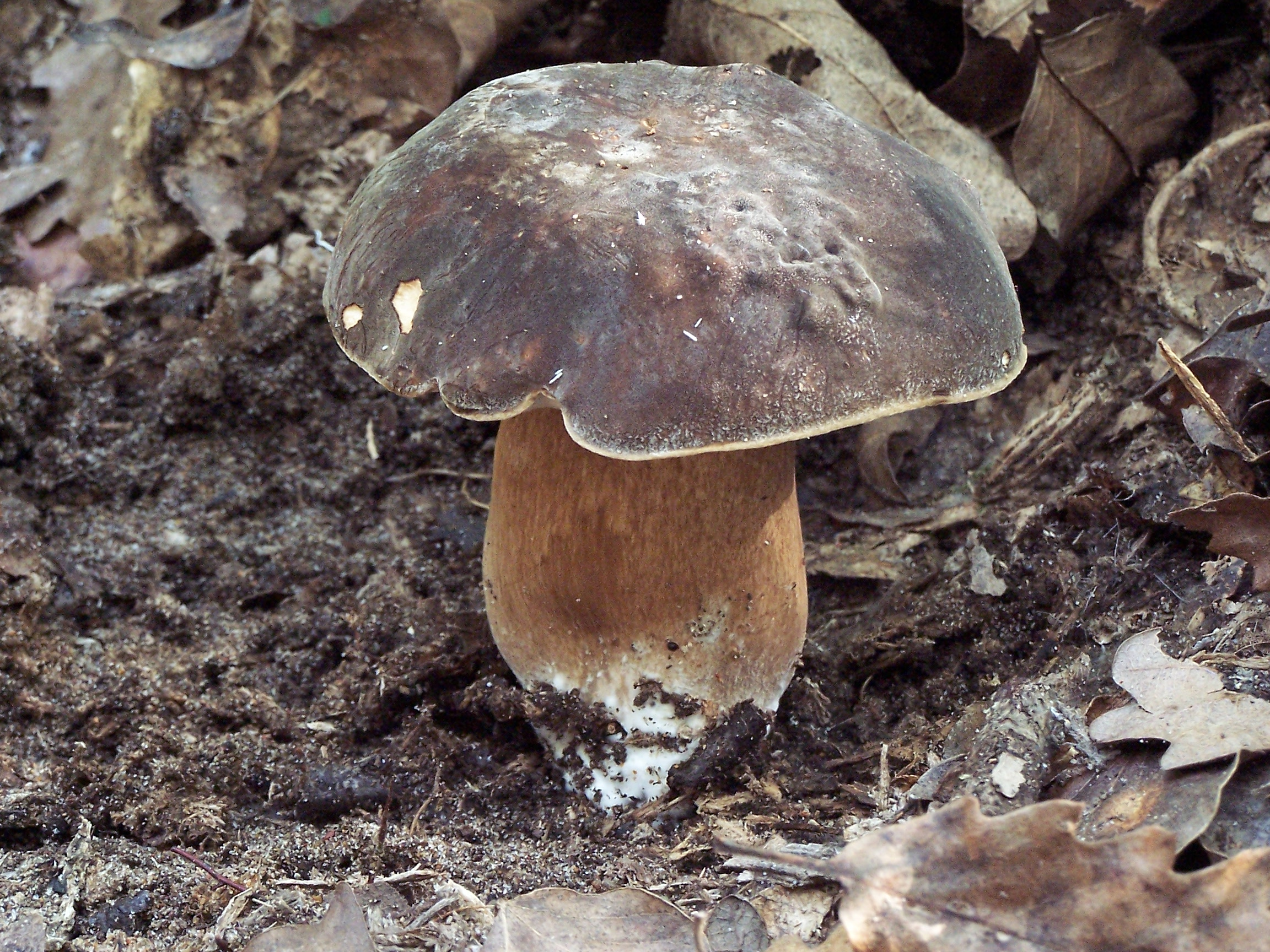
hřib bronzový

## Mykorhizní dřeviny
Jednotlivé druhy pravých hřibů se částečně liší požadavkem na symbiotickou dřevinu. Je však třeba zdůraznit, že české názvy těchto hřibů obvykle neodpovídají latinským (vědeckým) názvům a nevyjadřují výhradní vazbu na konkrétní dřevinu (např. hřib rostoucí pod dubem nemusí být hřib dubový a podobně):
| [ 4 ]       | hřib smrkový | hřib dubový | hřib borový | hřib bronzový |
| ----------- | ------------ | ----------- | ----------- | ------------- |
| smrk        |              | 1)          |             | -             |
| borovice    |              | -           |             | -             |
| jedle       | -            | 1)          | 4)          | -             |
| dub         |              |             | 4)          |               |
| buk         |              | 2)          |             |               |
| habr        | -            |             | -           | -             |
| lípa        | 5)           |             | -           | -             |
| bříza       |              | -           | -           | -             |
| kaštanovník | -            |             | -           | 3)            |

1) nálezy hřibu dubového pod smrky a jedlemi uváděné ve starší literatuře jsou v současnosti považovány za neprůkazné a vysvětlovány možností chybného určení plodnice.
2) výskyt hřibu dubového pod buky uvádí
3) výskyt hřibu bronzového pod kaštanovníkem uvádí
4) výskyt hřibu borového i pod dubem a jedlí uvádí
5) podle Smotlachy (1947) se hřib smrkový může za příznivého počasí objevovat pod lipami